# Palosaari (ö i Finland, Lappland, Norra Lappland, lat 68,75, long 27,47)
Palosaari är en ö i Finland. Den ligger i sjön Enare träsk och i kommunen Enare i den ekonomiska regionen Norra Lappland och landskapet Lappland, i den norra delen av landet, 1 000 km norr om huvudstaden Helsingfors. Öns area är 12,6 hektar och dess största längd är 0,6 kilometer i nord-sydlig riktning.